# Хава Альберштейн
Хава Альберштейн (івр. חוה אלברשטיין; нар. 8 грудня 1947, Щецин, Польща) — ізраїльська співачка, композиторка, автор пісенних текстів.

## Біографія
Хава Альберштейн (при народженні Єва Альберштейн) народилася в 1947 році в Щецині у Польщі. У 4-річному віці Єва прибула з сім'єю до Ізраїлю. Самостійно навчилася грати на гітарі. У 1964 році почала виступати в театрі «Хамам» (Яффо) . У 1965—1966 роках в армійському ансамблі «Лаакат ха-Нахаль» (Ансамбль бригади НаХаЛь) була солісткою, почала виконувати і записувати пісні, в тому числі на їдиші. Перший альбом «Перах ха-лилах» («Квітка бузку») вийшов у 1967 році. До середини 1980-х років виконувала і записувала пісні композиторів Моше Віленські, Мати Каспі, Нахума Хеймана, Нуріт Гірш, Наомі Шемер, Шолома Секунди та багатьох інших на вірші Ехуда Манора, Рахель, Лії Голдберг, Натана Йонатана, Аарона Цейтліна та інших.
Найбільш відомі альбоми:
- «Ми ширей Рахель» («З віршів Рахелі», 1968),
- «Ми ширей эрец ахавати» («З пісень моєї улюбленої батьківщини», 1970, на вірші Лії Гольдберг),
- «Лу йеи» («Хай буде так», 1973),
- «Кмо цемах бар» («Немов польова квітка», 1975).

В альбомах «Меагрим» («Емігранти», 1986), «Лондон» (1989 р), «Моцаэй хаг» («Під кінець свята», 2003) Альберштейн стала автором більшості пісень, автор ряду текстів — її чоловік режисер Надав Левітан. Записала кілька альбомів для дітей, 5 альбомів на їдиші, серед них «Маргариткелах» («Маргариточкі», 1969 р NMC). Альбоми «The Man I love» («Кохана людина», NMC), «Foreign Letters» («Іноземні букви», Auvidis) видані за кордоном. Співпрацювала з музикантами-початквіцями: Шломо Гроніхом Цвікой Піком, Шем-Тов Леві Дані Сандерсоном А також з Максимом Леонідовим. Найкращі пісні Альберштейн 60-70-х років (16 альбомів) перекладені на CD у серії «NMC Gold». За своє творче життя вона випустила понад 40 альбомів.
У виконавській манері Альберштейн відчувається вплив пісень Землі Ізраїлю і народних пісень інших країн, поп і рок музики. Її голос кристально чистий, прозорий, з потужним емоційним наповненням. Першою з ізраїльських івритських співаків вона стала відкрито співати і пропагувати пісні на їдиш. Багато авторських пісень Альберштейн є піснями протесту проти війни, соціальної нерівності, несправедливості, їх стиль близький бардам . Її називали «найвидатнішою ізраїльською співачкою» і «символом та досконалістю івритської пісні». У лютому 2011 року була нагороджена премией АКУМ  Спілки композиторів, письменників і видавців за справу життя.

## Обрана дискографія
- «Перах ха-лилах» («Квітка бузку», 1967 р), CBS Records
- «Ми ширей эрец ахавати» («З пісень моєї улюбленої батьківщини», 1970), CBS
- «Лу йеи» («Хай буде так», Наомі Шемер), 1973 г., CBS
- «КМО Цемах бар» («Немов польова квітка»), 1975 г., CBS Records
- Подвійний альбом для дітей «Ширу ахарай» («Співайте за мною»), 1982 р CBS Records
- «Осеф идиш» («Збірний альбом на їдиші»), 1987 г., NMC
- Збірний альбом «Ми ширей эрец ахавати», 1990 г., NMC
- Рок-альбом «Лондон», 1989 г., NMC
- Збірний альбом «Адабер итха» («Я буду говорити з тобою»), 1997, NMC
- «The Well» («Криниця») з групою «Klezmatics», 1998, Xenophile
- Збірний альбом «Yiddish Songs» («Пісні на їдиші»), 1999, EMI
- «Моцаэй хаг» («Під кінець свята»), 2003 року, NMC